# Teoria das descrições
A teoria das descrições, também conhecida como Theory of Descriptions, é a contribuição mais significativa do filósofo Bertrand Russell para a filosofia da linguagem. Também é conhecida por Teoria das descrições de Russell (comumente abreviada como TDR). Basicamente, Russell argumentou que a forma sintática das descrições é enganosa, já que não correlaciona sua lógica e/ou arquitetura semântica. Enquanto descrições podem parecer frases sem contradições, Russell argumentou que fornecer uma análise satisfatória das propriedades linguísticas e lógicas de uma descrição é vital para esclarecer debates filosóficos importantes, particularmente em argumentos semânticos, epistemologia e metafísica. Tem sido argumentado, por exemplo, que a TDR é na maior parte sustentada pela teoria do sentido dos dados(sense-data) de Russell. Desde o primeiro desenvolvimento da teoria no trabalho de Russell de 1905 ("On Denoting"), TDR vem sendo de grande influência e bem recebida no contexto da filosofia de linguagem. No entanto, não tem sido sem críticas. Em particular, os filósofos P.F. Strawson e Keith Donnellan fizeram notáveis e bem conhecidas críticas sobre a teoria. Mais recentemente, TDR vem sendo defendida por vários filósofos e até se desenvolvendo através de caminhos promissores a fim de fazê-la entrar em harmonia com a Gramática Geradora no sentido de Noam Chomsky, particularmente por Stephen Neale. Tais desdobramentos têm sido criticados também, e o debate continua.

## Origem
A teoria das descrições de Bertrand Russell foi inicialmente lançada em seu trabalho de 1905 ("On Denoting"), publicado no jornal de filosofia ("Mind"). A teoria de Russell é focada na forma lógica das expressões envolvendo denotação de frases, as quais ele divide em três grupos:
1. Denotações de frases que não denotam nada, por exemplo "O atual imperador de Kentucky".
2. Frases que denotam um objeto definido, por exemplo "O atual Presidente dos EUA". Não precisamos saber a qual objeto a frase se refere para que ela seja ambígua, por exemplo "O gato mais fofo" é único e individual, mas a sua verdadeira identidade é desconhecida.
3. Frases que denotam ambiguidade, por exemplo "um Aardvark".
Descrições indefinidas constituem o terceiro grupo de Russell. Descrições aparecem mais frequentemente na forma comum sujeito-predicado.
Russell publicou sua teoria das descrições com o objetivo de resolver alguns problemas na filosofia da linguagem. Os dois maiores problemas são:
(1) Expressões Correferenciais e (2) Expressões sem referências.
O problema das Expressões Correferenciais primeiramente originada no trabalho de Gottlob Frege como o problema das identidades informativas. Por exemplo, se a estrela da manhã e a estrela do fim da tarde são o mesmo planeta no céu (com certeza os dois são o planeta Vênus), como é que alguém pode pensar que a estrela da manhã nasce no começo do dia, mas a estrela do fim de tarde não? Isso é aparentemente problemático porque mesmo que as duas expressões pareçam denotar a mesma coisa, não se pode substituir uma pela outra, de modo que sejam formadas expressões sinônimas.
O problema das Expressões sem Referências é que certas expressões que tem significados não necessariamente se referem a alguma coisa. Por exemplo, "qualquer cão é irritante" não quer dizer que um cão específico, chamado qualquer cão tem a propriedade de ser irritante (considerações similares com algum cão, todo cão, um cão, e assim por diante). Como em "o atual imperador de Kentucky é pálido" não quer significar que há algo chamado de "o atual imperador de Kentucky", que tem a propriedade de ser pálido. Kentucky nunca foi uma monarquia, então lá não tem um "imperador atual". Portanto, o que Russell quer evitar é admitir entidades misteriosas e não existentes em sua ontologia. Mais a frente, a Lei do Meio Excluído requer que uma das seguintes proposições, por exemplo, deve ser verdadeira: Ou "o atual imperador de Kentucky é pálido" ou "não é o caso que o atual imperador de Kentucky seja pálido". Normalmente, proposições na forma de sujeito-predicado são ditas verdadeiras se e somente se o sujeito é uma extensão do predicado. Mas, não há um atual imperador de Kentucky. Então, já que o sujeito não existe, ele não é uma extensão de nenhum dos predicados (não está na lista de pessoas pálidas ou na lista das não-pálidas). Logo, aparentemente esse é um caso em que a Lei do Meio Excluído é violada, o que também é uma indicação de que algo deu errado.

## Descrições Definidas
Russell analisa descrições definidas de modo parecido às descrições indefinidas, exceto que o indivíduo é agora unicamente especificado. Pegue como exemplo de uma descrição definida a sentença "o atual imperador de Kentucky é pálido". Russell analisa essa frase nas seguintes partes (com x e y representando variáveis):
1. Existe um x tal que x é um imperador de Kentucky.
2. Para todo x e todo y, se ambos x e y são imperadores de Kentucky, então y é x (isto é, existe no máximo um imperador de Kentucky).
3. Qualquer coisa que é um imperador de Kentucky é pálido.
Logo, uma sentença definida (da forma geral "o F é G") se torna a seguinte frase quantificada existencialmente na lógica simbólica clássica (onde x e y são variáveis e F e G são predicados - no exemplo acima, F seria "é um imperador de Kentucky", e G seria "é pálido" -):
∃x[(Fx & ∀y(Fy → x=y)) & Gx]
Informalmente, isso é lido como o seguinte: Alguma coisa existe com a propriedade F, há apenas uma coisa e essa única coisa também tem a propriedade G. Esse análise, de acordo com Russell, resolve os dois problemas anotados acima como relacionados as descrições definidas.
1. "A estrela da manhã nasce no início do dia" não mais precisa ser pensada como tendo uma forma de sujeito-predicado. Ao invés disso, é analisada como "Há uma única coisa tal que essa coisa é a estrela da manhã e ela nasce no início do dia". Logo, estritamente falando, as duas expressões "a estrela da manhã" e "a estrela do fim de tarde" não são sinônimas, então faz sentido elas não poderem ser trocadas (A descrição analisada da estrela do fim da tarde é "Existe uma única coisa que é uma estrela do fim da tarde e ela nasce no fim da tarde"). Isso resolve, o problema de Gottlob Frege das identidades informativas.
2. Já que a frase "o atual imperador de Kentucky é pálido" não é uma expressão referencial, de acordo com a teoria de Russell, ela precisa não fazer referencia à uma entidade misteriosa e não existente. Russell disse que se não existir entidades X com propriedade F, a proposição "X tem propriedade G" é falsa para todos os valores de X.
Russell disse que todas as proposições em que o imperador de Kentucky tem uma ocorrência primária são falsas. As negações de tais proposições são verdadeiras, mas, nesses casos, o imperador de Kentucky tem uma ocorrência secundária (o verdadeiro valor da proposição não é uma função da verdade da existência do imperador de Kentucky).

## Descrições Indefinidas
Pegue como exemplo de uma descrição indefinida a sentença "algum cão é irritante". Russell analisa essa frase com as seguintes partes(com x e y representando variáveis):
1. Existe um x tal que x é um cão.
2. x está sendo irritante.
Logo, uma descrição indefinida (da forma geral "um D é A") torna-se a seguinte frase quantificada existencial na lógica simbólica clássica (onde x e y são variáveis e D e A são predicados):
∃x[Dx & Ax]
Informalmente, lê-se como: Há algo que é D e A.
Essa análise, de acordo com Russell, resolve o segundo problema anotado acima como relacionado a Descrições indefinidas. Já que a frase "algum cão é irritante" não é uma expressão referencial, de acordo com a teoria de Russell, ela precisa não fazer referência à uma entidade misteriosa não existente. Mais a frente, A Lei da Exclusão do Meio precisa não ser violada(isto é continua sendo uma lei), porque "algum cão é irritante" se revelou verdadeiro: há uma coisa e essa coisa é ambos, um cão e irritante. Logo, a teoria de Russell parece ser a melhor análise até agora já que resolve vários problemas.

## Críticas Acerca da Análise de Russell

### P.F. Strawson
P.F. Strawson argumentou que Russell falhou em representar corretamente o que significa quando diz-se a sentença na forma de "o atual imperador de Kentucky é pálido". De acordo com Strawson, essa sentença não é contradita por "Ninguém é o atual imperador de Kentucky", para a antiga frase contém não uma inserção existencial, mas uma tentativa de usar "o atual imperador de Kentucky" como uma frase referencial(ou de denotação). Já que não há um atual imperador de Kentucky, a frase falha em referenciar a algo, e então a sentença não é nem verdadeira e nem falsa.
Outro tipo de contraexemplo que Strawson e filosófos seguintes construíram diz respeito a Descrições definidas incompletas, que é uma sentença que tem a forma de uma descrição definida, mas não denota unicamente um objeto. Strawson dá o exemplo "a mesa está coberta com livros". Segundo a teoria de Russell, para tal sentença ser verdadeira deveria existir apenas uma mesa. Mas proferindo a frase como "a mesa está coberta de livros", está sendo feita referência à uma mesa em particular: por instância, uma que está por perto do leitor.
Duas amplas respostas foram construídas para esta falha: Uma aproximação semântica e uma pragmática. A aproximação semântica de filósofos como Stephen Neale sugerem que a sentença de fato não tem um significado apropriado para fazê-la ser verdade. Tal significado é adicionado à sentença devido ao contexto particular do leitor - que diz o contexto de estar em pé perto de uma mesa completar a sentença. Ernie Lepore sugere que essa aproximação trata Descrições definidas como expressões abrigando indícios escondidos, então o sentido de qualquer coisa descritiva sozinha fica incompleta e cabe a seu contexto de uso completá-la.
A resposta dos pragmáticos nega a intuição e diz que na sentença, seguindo a análise de Russell, não é verdadeira, mas que o ato de proferir a sentença falsa comunicou a verdadeira informação ao ouvinte.

### Keith Donnellan
De acordo com Keith Donnelan, existem dois modos distintos que podemos usar as descrições definidas tanto como " o atual imperador de Kentucky é pálido", ou fazer com que sua distinção entre uso referencial e atributivo de uma descrição definida. Ele argumento que tanto Russell quanto Strawson cometeram os erros de tentar alisar as sentenças removendo-as do seu contexto. Nos podemos significar coisas diferentes e distintas enquanto usamos a mesma sentença em diferentes situações.
Por exemplo, supondo que Smith foi brutalmente assassinado. Quando a pessoa que descobriu o corpo de Smith diz, "o assassinato de Smith foi insano", nós devemos entender isso como um uso atributivo de uma descrição definida "assassinato de Smith", e analisar a sentença de acordo com Russell. Isto é porque o descobrimento pode ter redigido a afirmação equivalentemente, "quem matou Smith é insano". Agora considere um outro locutor: suponha Jones, apesar de inocente, foi preso pelo assassinato de Smith e agora está em julgamento. Quando um reporter vê Jones falando sozinho do lado de fora da corte e descreve o que vê dizendo "O assassino de Smith é insano", nós podemos entender isso como o uso referencial da descrição definida, em que podemos reescrever equivalentemente as palavras da repórter como: "A pessoa que eu vi falando sozinha, e que eu acredito ser o assassino de Smith, é insano". Nesse caso, não devemos aceitar a análise de Russell como representação correta das palavras do repórter. Na análise de Russell, a sentença será entendida como a conjunção de:
1. Existe um x tal que x assassinou Smith.
2. Não existe y, y não é igual a x, tal que y assassinou Smith
3. X é insano.
Se essa análise das palavras do repórter estiverem corretas, então já que Jones é inocente, nos deveríamos pegá-lo para o que o descobrimento do corpo de Smith significou, que seja lá quem matou Smith é insano. Nos deveríamos então pegar a observação de Jones falando sozinho como irrelevante para verdade das palavras do reporter. Isso claramente erra o ponto. Logo, a mesma sentença, "o assassino de Smith é insano", pode ser usado pra significar coisas diferentes em diferentes contextos. Existem contextos em que "o atual imperador de Kentucky não é pálido" é falso porque ninguém é o atual imperador de Kentucky, e contextos em que é uma sentença referindo a uma pessoa a quem o locutor pega para ser o atual imperador de Kentucky, verdadeiro ou falso de acordo com o cabelo do pretendente.

### Saul Kripke
Em referência e existencia, Saul Kripke argumenta que enquanto Donnellan está certo em apontar dois usos da frase, isso não quer dizer que a frase é ambígua entre os dois significados. Por exemplo, quando o reporter descobre que Jones, a pessoa que ele vêm chamando de assassino de Smith, não matou Smith, ele vai admitir que o uso do nome estava incorreto. Kripke defende a análise de Russell de descrições definidas e argumenta que Donnellan não destinguiu o significado do uso apropriadamente, ou, o que o locutor quis dizer do significado da sentença.